# 177 (število)
177 (stó sedeminsedemdeset) je naravno število, za katero velja 177 = 176 + 1 = 178 - 1.

## V matematiki
- {\displaystyle 177=2^{7}+7^{2}\,\!}.
- Ulamovo število {\displaystyle 177=2+175\,\!}.